# Masona bulbofemoralis
Masona bulbofemoralis är en stekelart som beskrevs av Van Achterberg 1995. Masona bulbofemoralis ingår i släktet Masona och familjen bracksteklar. Inga underarter finns listade i Catalogue of Life.